# بندقية فضائية

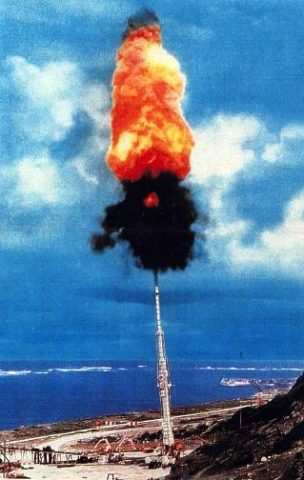
مشروع بحث عالي الارتفاع أحد مشاريع البندقية الفضائية (Project HARP)

بندقية فضائية تعتبر البندقية فضائية الذي يطلق عليه أحيانًا بندقية فيرن بسبب ظهورها في فيلم «من الأرض إلى القمر» لجول فيرن، طريقة لإطلاق جسم في الفضاء باستخدام هيكل كبير يشبه المدفع. وهكذا يمكن أن توفر المدافع الفضائية وسيلة للفضاء غير الصاروخي. لقد تم تخمين أن المدافع الفضائية يمكن أن تضع الأقمار الصناعية في مدار الأرض (على الرغم من أن الدفع بعد الإطلاق للقمر الصناعي سيكون ضروريًا لتحقيق مدار مستقر)، ويمكن أيضًا إطلاق مركبة فضائية تتجاوز سحب الجاذبية الأرضية وإلى أجزاء أخرى من النظام الشمسي بواسطة سرعة تبلغ حوالي 11.2 كم/ثانية أو 40320 كم/ساعة (2550 ميلاً في الساعة).
ومع ذلك، فإن هذه السرعات بعيدة جدًا عن النطاق الفائق للصوت بالنسبة لمعظم أنظمة الدفع العملية، كما قد تتسبب في احتراق معظم الأجسام بسبب التسخين الديناميكي الهوائي أو تمزيقها. وبالتالي فإن الاستخدام المحتمل في المستقبل للبنادق الفضائية يتمثل في إطلاق الأجسام في مدار قريب من الأرض، حيث يمكن إطلاق الصواريخ أو «تجميع» الأجسام بواسطة أقمار صناعية.

## مشروع بحث عالي الارتفاع
هو مشروع دفاعي مشترك بين الولايات المتحدة وكندا في الستينيات من القرن العشرين، تم استخدام سلاح عيار 16 من البحرية (410 ملم) من عيار 100 لإطلاق قذيفة 180 كجم (400 رطل) بسرعة 3600 م/ث أو 12,960 كم/ساعة (8,050 ميل في الساعة)، وصلت إلى ذروة 180 كم (110 ميل) وبالتالي أداء رحلة فضائية دون مدارية. ومع ذلك لم يتم استخدام بندقية الفضاء بنجاح لإطلاق جسم في المدار أو خارج الجاذبية الأرضية.